# Eduard Naegeli

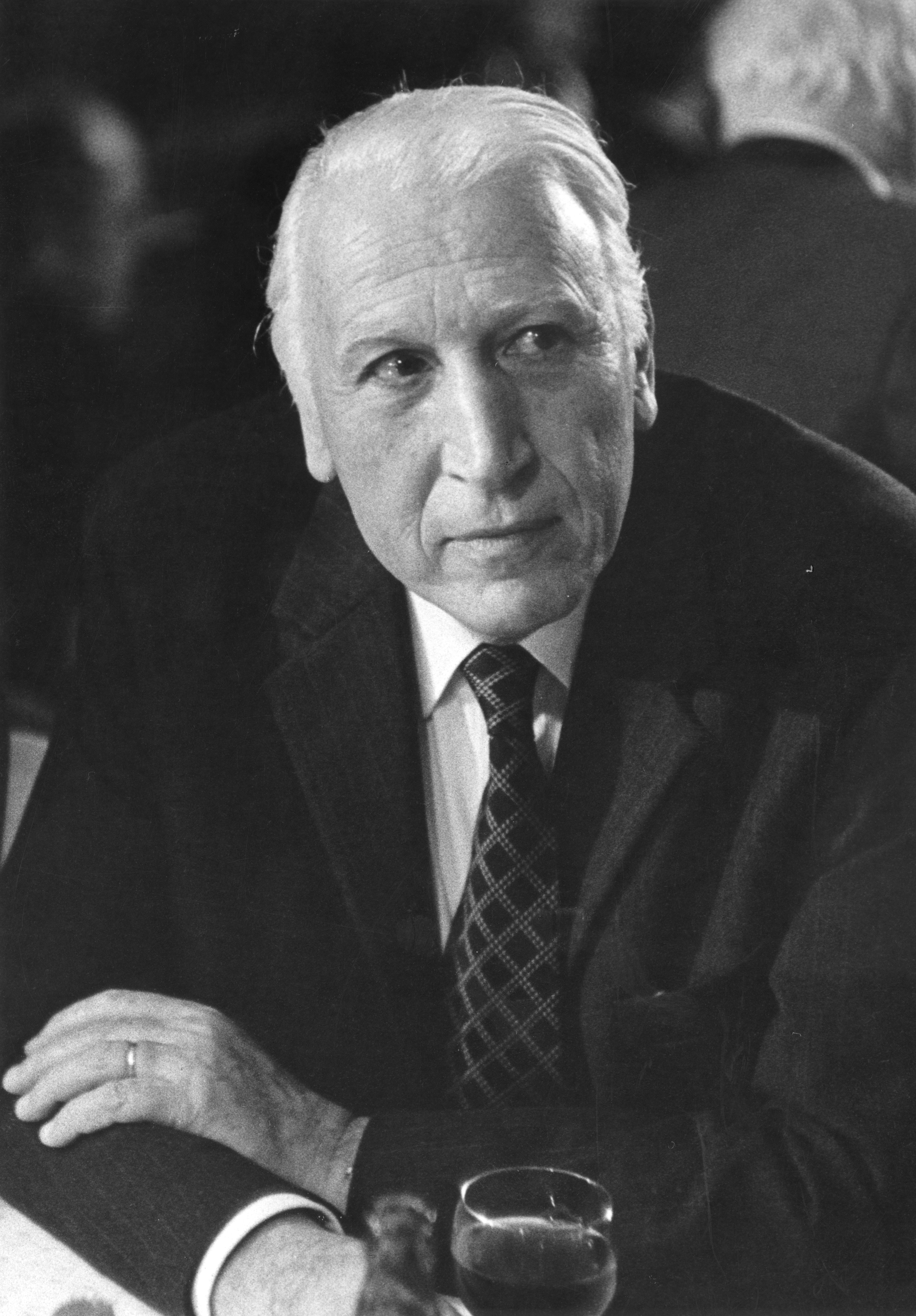
Eduard Naegeli, ca. 1970

Eduard Naegeli (* 8. Dezember 1906 in St. Gallen; † 28. Februar 1977 ebenda) war ein Schweizer Jurist und Kunstförderer.

## Leben
Seine Eltern waren der langjährige St. Galler Stadtammann Konrad Naegeli und Leonie Naegeli, geborene Franziscus. Nach Abschluss des Literaturgymnasiums an der Kantonsschule am Burggraben studierte Eduard Naegei an den Universitäten München, Berlin und Zürich Rechtswissenschaften, mit eingehender Berücksichtigung der Nationalökonomie. 1935 schloss er in Zürich mit der Promotion ab. Nach praktischer Tätigkeit als Auditor am Bezirksgericht Horgen (1935–1937) erwarb er 1938 das Zürcher Anwaltspatent und arbeitete als Anwalt und Untersuchungsrichter in Zürich und St. Gallen.
Am 16. Dezember 1940 hielt er an der Handelshochschule St. Gallen seine Probevorlesung zum Thema "Die Verrechnung von Spiel- und Wettschulden im Conto-Corrent". Seine Habilitationsschrift war der zweite Band von "Die Doppelgesellschaft nach deutschem und schweizerischem Recht" (der erste Band war seine Dissertation). Zum Sommersemester 1941 wurde er Privatdozent an der Hochschule, 1944 erfolgte die Wahl zum Extraordinarius für Handels- und Obligationenrecht der Hochschule, 1948 wurde er darin Ordinarius. Sein Lehrgebiet umfasste das schweizerische Obligationen- und Handelsrecht, einschliesslich Kartell-, Wertpapier-, Wechsel- und Bank- sowie Arbeitsrecht. 1972–1974 stand er der Rechtswissenschaftlichen Abteilung der Hochschule vor.
Naegeli hat sich vielfältig für die Hochschule St. Gallen engagiert: Internationale Beachtung fand der von ihm unter Mitarbeit von Hochschulprofessoren und Jean Gebser organisierte Vortragszyklus "Die neue Weltschau" (1950–1952), zu dem angesehene Wissenschaftler verschiedener Fachrichtungen (u. a. Werner Heisenberg, Arthur March, Max Bense) vortrugen. 1950 übertrug die Hochschule ihm die Leitung der Vorbereitung des Hochschulballs. Sehr grosse Verdienste erwarb sich Naegeli mit der Planung und Umsetzung des Kunstprogramms für die 1960–1963 auf dem Rosenberg errichteten Hochschulneubauten: Das mit den Architekten Walter Förderer, Rolf Otto und Hans Zwimpfer entwickelte, überwiegend abstrakte Programm, das bedeutende zeitgenössische Künstlerinnen und Künstler umfasste und ausschliesslich durch Spenden finanziert wurde, konnte gegen Skepsis in den Hochschulgremien wie in der Stadtbevölkerung weitestgehend durchgesetzt werden.
Internationale Beachtung fand sein Engagement für eine Strafreform: Bereits seit Anfang der 1960er-Jahre war er in diesem Bereich wissenschaftlich durch Vorträge und Publikationen tätig, und im Herbst 1969 gründete er an der Hochschule die "Arbeitsgruppe für Strafreform", die er auch leitete. 1976 gründete er aus dieser Arbeitsgruppe heraus den Verein "Zentrum für Rehabilitationsplanung".
Ausserdem war Naegeli von 1954 bis 1970 Präsident des Kunstvereins St. Gallen und von 1965 bis zu seinem Tod (1977) Präsident des Schweizer Kunstvereins. In St. Gallen gründete er in den 1950er-Jahren die Vereinigung "Neue Musik St. Gallen", die er auch leitete, und er engagierte sich als Programmleiter von 1952 bis 1967 im neu gegründeten örtlichen Cineclub.
1969 wurde er von der internationalen Vereinigung "Recherches et Formes de demain" wegen seines Engagement für das Strafrecht und seines Engagements für die Kunstintegration in den St. Galler Hochschulneubau ausgezeichnet und in das Ehren- und Patronatskomitee der Organisation gewählt.
Der Nachlass von Eduard Naegeli befindet sich im Universitätsarchiv St. Gallen.

## Nachweise
1. ↑  1968 und die Strafreform: Als man noch darüber nachdachte, warum Strafen nichts bringen. 29. August 2018, abgerufen am 3. Mai 2022.
2. ↑  Matthias Kuster: Strafreform und Gesellschaftskritik aus dem Geist der Tiefenpsychologie: Die Tätigkeit der Arbeitsgruppe für Strafreform an der Hochschule St. Gallen, 1969–1980. In: Traverse. Nr. 1, 2014, S. 120–130.

| Personendaten    | Personendaten                      |
| ---------------- | ---------------------------------- |
| NAME             | Naegeli, Eduard                    |
| KURZBESCHREIBUNG | Schweizer Jurist und Kunstförderer |
| GEBURTSDATUM     | 8. Dezember 1906                   |
| GEBURTSORT       | St. Gallen                         |
| STERBEDATUM      | 28. Februar 1977                   |
| STERBEORT        | St. Gallen                         |